# Amauris echeria
Amauris echeria is een vlinder uit de familie Nymphalidae.

## Kenmerken
De spanwijdte varieert van 55 tot 70 millimeter.

## Verspreiding en leefgebied
De soort komt voor van tropisch Centraal-Afrika tot Zuid-Afrika.

## De rups en zijn waardplanten
De waardplanten behoren tot de geslachten Tylophora, Secamona en Marsdenia.

## Ondersoorten
- Amauris echeria echeria
- Amauris echeria jacksoni Sharpe, 1892
- Amauris echeria kikuyu Talbot, 1940
- Amauris echeria chyuluensis van Someren, 1939
- Amauris echeria contracta Talbot, 1940
- Amauris echeria abessinica Schmidt, 1921
- Amauris echeria katangae Neave, 1910
- Amauris echeria fernandina Schultze, 1914
- Amauris echeria lobengula (Sharpe, 1890)
- Amauris echeria meruensis Talbot, 1940
- Amauris echeria mongallensis Carpenter, 1928
- Amauris echeria mpala Talbot, 1940
- Amauris echeria occidentalis Schmidt, 1921
- Amauris echeria septentrionis Poulton, 1924
- Amauris echeria serica Talbot, 1940
- Amauris echeria steckeri Kheil, 1890
- Amauris echeria terrena Talbot, 1940
- Amauris echeria whytei Butler, 1894